# 박정운
박정운(1962년 12월 25일~2022년 9월 17일)은 대한민국의 싱어송라이터였다.

## 생애
- 1962년 12월 25일 서울특별시 종로구에서 아버지 박선길 어머니 박일양 사이에서 무매독자 외동아들로 태어나 어린 시절 미국으로 잠시 이민을 가서 성장했다.
- 대한민국으로 돌아와 연세대학교를 졸업하고 1989년 1집 《Who Me》로 데뷔한 그는 합동 프로젝트 앨범인 오장박(오석준, 장필순, 박정운)을 통해 두각을 드러냈다.
- 1991년 2집 《오늘 같은 밤이면》을 발표하여 비록 신승훈, 서태지와 아이들에 밀려 1위는 달성하지 못했지만 큰 인기를 얻었다.
- 1993년에 발표한 3집 《먼 훗날에》도 역시 큰 인기를 끌었고, MBC에서 몇 차례 음악 방송 1위를 차지하기도 했다.
- 매년 앨범을 발표해 왔던 그는 1996년에 발표한 6집 이후 오랜 공백기를 거쳐 2002년에 마지막 7집을 발표했으나, 건강상의 이유로 2002년을 끝으로 은퇴했다.
- 2002년 6년 만에 정규 7집 ‘Thank you’를 발매하고 더 이상 신곡을 다시  내놓지 않았다.
- 이후 송파구 석촌동에서 LP카페를 운영하는 등 개인사업에만 매진하였고, 2017년 2월 18일에 방송된 KBS 2TV 불후의 명곡 - 전설을 노래하다에 김민우와 함께 출연하며 오랜만에 대중들에게 모습을 마지막 드러냈다.
- 2017년 11월 말 가상화폐 사기 의혹에 연루되어 기소되었으며, 출국금지 조치되었다.[1]
- 이 사건이 전해지자 그는 사실과 다른 부분이 많다며 억울함을 호소[2]했으나, 2018년 11월 8일 인천지방법원에서 열린 1심 선고 공판에서 징역 8개월과 집행유예 2년이 선고되었다.[3]
- 이후 2심에서 무죄 판결을 받았으나, 한 유튜브 매체와의 인터뷰에서 본인이 가상화폐 사기 의혹 사건에서 무죄를 받았다는 판결에 대하여 단 하나의 기사가 나가지 않았다고 밝혔다.
- 당시 부인과 자녀들은 미국에 거주했는데, 가상화폐 사기 의혹 사건 이후 찾아온 지병까지 겹치면서 그는 2022년에 사망할 때까지 가족들을 보지 못했다.[4]
- 오랫동안 가수 활동이 없었던 그는 무대로 복귀하기 위해 평소에 친했던 가수 박준하 등과 협업하는 형식으로 곡 작업을 해 오던 중, 갑자기 목소리가 나오지 않아 검진을 받은 결과 당뇨병과 간경변이 발견되어 2020년 이후에는 계속 투병해 왔다.
- 그러나 2년간 투병하던 중 당뇨병과 간경변이 악화돼 2022년 9월 17일에 타계했다.
- 평소에 친했던 가수 중 1명인 박준하가 그의 부고를 전했으며, 팬클럽 회장 등이 그의 임종을 지켜보았다.
- 박준하는 가상화폐 사기 의혹 사건으로 박정운이 집행유예를 받은 후, 크게 스트레스를 받아 간경변으로 이어진 것으로 보인다고 전했다.[5]

## 학력
- 워싱턴 대학교 산업미술과 (졸업)
- 연세대학교 신문방송학과 (졸업)

## 인간 관계
- 같은 세대 팝 발라드 가수들인 오석준, 조정현, 최용준, 김민우, 박정수, 박준하와 절친한 친구 관계이다.

## 음반
- 1집 《Who Me》(1989년)- 난 그대만을 사랑했나봐 , 그대여 내 마음 알고있는지
- 2집 《오늘같은 밤이면》 (1991년)- 오늘같은 밤이면 , 처음 만난 그때로
- 3집 《먼 훗날에》(1993년)- 먼 훗날에 , 너너너 나나나
- 4집 《그대만을 위한 사랑》(1994년)- 그대만을 위한 사랑 ,  약속된 이별
- 5집 《Theme Of Love》(1995년)- 너를 잊을께 , 그대 내 품에
- 6집 《목발짚고 쓰러져도》(1996년)-  그저 그런 사랑 이야기 , 영원 ,  솔직히 말하자면
- 7집 《Thank You》(2002년)-  하루 , 행복, 별애(別愛)
- 박정운,박준하,김민우 《기억... 우리가 머문 시간들》
- 디지털 싱글 《사랑》(2023년)

## 수상

### 가요 수상
- 1992년 MBC 10대 가수 가요제 10대 가수상
- 1992년 뮤직박스 가요대상 남자 가수상
- 1992년 KBS 가요대상 올해의 가수상
- 1993년 KBS 가요대상 올해의 가수상
- 1993년 골든디스크 SKC 장려상
- 1995년 KBS 가요대상 올해의 가수상(열린 음악회 선정)

### 가요 프로그램 1위
| 연도           | 수상 내역(총 6회) |
| -------------- | --- |
| 1992년(총 1회) | - 오늘같은 밤이면(총 1회) - 6월 16일 SBS 《SBS 인기가요》 1위 |
| 1993년(총 5회) | - 먼 훗날에(총 5회) - 1월 29일 MBC 《여러분의인기가요》 1위 - 2월 5일 MBC 《여러분의인기가요》 1위(2주 연속) - 3월 4일 SBS 《SBS 인기가요》 1위 - 3월 11일 SBS 《SBS 인기가요》 1위(2주 연속) - 4월 9일 MBC 《여러분의인기가요》 1위(통산 3주) |

## 방송 출연
- 1992년 7월 9일 KBS2 《퀴즈탐험 신비의 세계》
- 1995년 12월 15일~1998년 3월 1일 CBS FM 《박정운의 우리들》

### CF
- 1993년 (주)선경 트래디셔널 캐주얼 카스피 (노래)